# Maranaz
Maranaz (arab. مرعناز) – wieś w Syrii, w muhafazie Aleppo. W 2004 roku liczyła 959 mieszkańców.